# 高解析度影音網路協會
高解析度影音網路協會（High Definition Audio-Video Network Alliance）是一個由媒體業界領導公司組成的組織，用以制定穩固的高清影音網絡的工業設計指標。該協會於2005年10月由Charter Communications、JVC、美國松下數位電子公司、美國國家廣播環球公司、三星及昇陽共同創立。除創辦成員的公司外安謀、飛思卡爾半導體與Pulse~LINK被列為HANA的贊助成員。其在2009年解散，由IEEE 1394協會承接其知識產權。

## 慨觀
HANA的任務為制定工業設計指標，利用現存的技術與規格幫助消費者：
- 同時觀賞、暫停與錄製5個或更多高清頻道而不減低服務品質
- 只使用一個機頂盒即可於家中任何地方觀賞、暫停與錄製高清內容
- 自個人電腦共享個人內容到AV裝置時保持受保謢內容的安全
- 每個房間只需一個遙控器即可控制所有AV裝置與存取內容
- 只需使用一條IEEE 1394火線即可增加任何裝置到家用網路

HANA兼容產品將會包括HDTV、下一代DVD播放器、數位影像錄影機、機頂盒與家庭影院。首個商品化的產品預期會在2007年的CES上出現。該協會計劃以通過兼容測試及HANA組織開發者的協商來增加不同製造商產品之間的相容性。

## 外部連結
- HANA網站
- 協會新聞發表